# 水西平沢高速線
水西平沢高速線（スソピョンテクこうそくせん）は、大韓民国ソウル特別市江南区の水西駅と京畿道平沢市を結ぶ高速鉄道路線である。

## 概要
2004年の開業以来、KTXはソウル市内のソウル駅・龍山駅から衿川区庁駅付近までの区間で、全列車が在来線の京釜線を経由しているが、これによりこの区間の線路容量飽和に起因する問題が発生していた。これを解消するため、またソウル江南・江東地域や首都圏東南部（水原市・華城市・平沢市周辺）地域の高速鉄道利用の便宜を図るため、事業が推進された。当初はソウル江南地区発の湖南高速線の一部として構想されていたが、五松以南の優先着工決定により立ち消えとなり、その後改めて当路線が計画された。
京釜高速線の光明 - 天安牙山間（天安牙山駅の北17.6km地点）から分岐し、ソウル市南東部（江南区）の水西駅までを結ぶ。大半の区間を大深度地下トンネルの栗峴トンネル（全長50.3km、韓国最長）が占め、これを含めたトンネル区間は56.939kmと、全線の93%に及ぶ。総事業費は3兆9,017億ウォン。
開業により、ソウル市内 - 釜山間の所要時間が2時間09分に、木浦までは2時間06分となった。
また、水西 - 東灘間では首都圏広域急行鉄道A路線(GTX-A線)が本線を共用している。この区間の開業に伴い、GTXのみが停車する城南駅、駒城駅がトンネルの両側に追加設置された。

## 路線データ
- 路線距離：61.1 km
- 運営機関：SR、韓国鉄道公社（設備の管理）[5]
- 路線番号：103
- 軌間：1,435 mm（標準軌）
- 複線区間：全線
- 通行方式：左側通行
- 駅数：3
- 保安装置：TVM-430
- 設計最高速度：300km/h

## ルート
ほとんどが京釜高速道路などの高速道路沿い、または直下に建設されている。
ソウル側の始発駅は、既存の鉄道路線との連携も可能な江南区の水西駅となり、芝制駅手前まで大深度地下を走行する。東灘駅までは京畿道主導で建設中の首都圏広域急行鉄道A路線との線路共用区間となる。京釜線をアンダーパスし、平沢市内より地上区間を直進し、芝制駅に到達。再度地下を通り、（上り線はアンダーパスしながら）平沢分岐点で京釜高速線と合流、天安牙山駅に至り、釜山・木浦方面へ直通する。

### 平沢新駅設置問題
元々KTXへのアクセスが不便な水原市・華城市・平沢市など、京畿道南部の自治体が2004年の暫定開業後もKTX停車を陳情していた（その後水原駅には大田以北京釜線経由の便が設定され、停車は実現している）。
また、盧武鉉政権時の在韓米軍の平沢市内移転問題での条件闘争も加わって、京釜高速線上に新駅を設置する方向であったが、車両の停止距離（20kmの直線土盛り区間）という条件面から充分な直線区間の確保が困難という技術的事情や、費用面、京釜高速線内に駅が多すぎるということで一度立ち消えとなった。その後当路線建設時に再浮上し、平沢市内に新駅を設置することが決まった。
2008年
- 2月5日 - 駅設置の技術的課題が浮き彫りになる。
- 7月23日 - 国土部傘下の韓国土地公社、フランスのシストラ(en)社に高徳新都市内での新駅設置についての技術的検討作業を依頼。

2009年
- 2月4日 - シストラ社、京釜高速線上に平沢駅を設置することは技術的に可能と報告
- 4月10日 - 京釜高速線上に代わり、当路線上に平沢駅設置案浮上

2012年
- 2月15日 - 首都圏高速鉄道基本計画変更により新平沢駅（仮称）の設置を決定。
- 10月3日 - 新平沢駅の事業費分担協議が妥結（国50%、京畿道25%、平沢市25%）。2014年竣工へ

2015年
- 3月15日 - 新平沢駅名称について、市長・市議などが参加した新駅関連地名委員会で「平沢芝制」に決定。なお、住民アンケート調査では新平沢が最多だったが、現平沢駅との共存を図ったとされる。

2016年
- 4月29日 - 国土交通部告示により、駅名が「芝制」に正式決定。隣接する既存の芝制駅と駅名が統一される形となった。

#### 水原発KTX直結事業
芝制三角線という仮称で計画が進められている。
現在でも上下計8本にとどまる水原駅経由便の増便と大田方面への高速化を求めて、芝制駅と京釜線西井里駅を4.7kmの連結線で直結し、水原始発KTXの実現を目指している。市と道及び地元選出国会議員などにより、京釜線からの短絡線を当路線に接続する事業を推進しており、政府の予備妥当性調査項目に含まれた。実現すれば現行セマウル号との時間差が5分程度しかなく、67分かかる水原 - 大田間を19-23分短縮の44-48分で結び、また運行本数も17-20本に増便できるとされる。
現在、「水原発KTX直結事業」の名称で推進しており、国費35億ウォンが基本計画作業費に反映された。
水原駅KTX出発事業は、国土交通部の2015年「首都圏高速鉄道で効率化方策の研究作業」で費用便益分析（B/C）が1.39となり、経済性はあるとされた。
事業費は2,932億ウォンと試算されている。
2015年
- 12月8日 - 企画財政部の財政事業評価諮問会議にて予備妥当性調査の対象となり、国費35億ウォン投入が決定

2016年
- 7月8日 - 企画財政部の予備妥当性調査通過。

### ソウル圏始発駅問題
北方への延伸や、水西駅の立地・構造などを巡り計画の推進が遅れていた。
2011年
- 2月9日 - 韓国交通研究院が始発駅を三成駅にすると発表

2012年
- 7月7日 - 施設公団がソウル市の都市計画委員会に従来案を提出したが、地下駅の水西駅一帯が梅雨時の浸水地域であることへの対策が不足との指摘があった。
- 9月5日 - ソウル市が水西駅に代わり三成駅を始発駅にすることを要求し、2015年開業が不可とされた。
- 9月27日 - ソウル市内の始発駅が水西に確定。
- 10月10日 - 京畿道知事と会談した大統領候補の朴槿恵が選挙公約に当路線の議政府延伸を盛り込む。GTXに乗り入れる形で水西 - 三成駅 - 蘆原駅 - 議政府間約30kmとなる。

## 歴史
1993年
- 6月 - 京釜高速鉄道基本計画策定でソウル市内は在来線活用に変更

2009年
- 12月31日 - 水西-平沢高速鉄道基本計画策定、告示。

2010年
- 3月2日 - 水西から24.8km-28.5km地点の新葛（シンガル）貯水池付近の地下トンネル区間で不連続面が3-4ヶ所存在する断層帯を確認。

2011年
- 6月24日 - 京釜高速道路器興IC南西で起工式開催

2013年
- 3月28日 - 新葛貯水池の地底トンネル区間が貫通し、式典が開催される
- 6月3日 - 平沢市振威面馬山里のトンネル工事現場で岩盤崩落事故が発生、外国人作業員2名が死亡。
- 7月22日 - ソウル市江南区細谷洞のトンネル工事現場で大雨による水没事故が発生し、作業員1名が死亡。
- 7月30日 - 京畿道によると、国土部が企画財政部に申請した2014年度鉄道分野予算案での当路線の事業費が当初の5,917億ウォンから2,371億ウォンに大幅削減となった。
- 12月27日 - 水西高速鉄道株式会社設立。

2014年
- 6月11日 - 水西高速鉄道株式会社から株式会社SRに社名変更。
- 6月24日 - 栗峴トンネル貫通式
- 12月23日 - 龍仁市器興区上葛洞（サンガルドン）の地下トンネル区間で構造物崩落事故が発生、作業員2名が死傷
- 12月31日国土交通部、首都圏高速鉄道建設事業（路盤・軌道分野）実施計画の変更を告示。2011年5月27日から2015年12月31日とされていた事業施行期間を1年延長。断層帯における路盤工事遅延や建設会社の不渡りなどの影響などを考慮。これにより開業時期も2016年上半期から下半期となり、8月開業が有力視されている。

2016年
- 2月1日 - 列車名が、Super Rapid Train/SR Trainを意味する「SRT」と決定される
- 3月11日 - 水西 - 平沢全区間の電力供給を開始
- 4月21日 - 東灘 - 芝制間にて試運転開始
- 4月25日 - 三成-東灘急行鉄道（GTX A線）とのトンネル内共用区間内のSRTは停車しない城南新駅（二梅駅）・龍仁新駅（駒城駅）の造成現場で3月にトンネル壁面に亀裂が発見され、年末までの開業延期が不可避になった。
- 4月29日 - 国土交通部による路線距離告示(第2016-219号)、駅名などが正式決定。
- 7月28日 - 栗峴トンネル災害発生時において、救急車などの緊急車両出入口が芝制駅付近のトンネル出口しかなく、水西駅での事故発生時、緊急車両到達に4時間かかることの懸念が提起される
- 8月8日 - 全区間での試運転開始。
- 10月27日 - 料金確定。
- 11月1日 - 1ヶ月間の営業試運転開始。
- 11月10日 - 国土交通部告示第2016-721号により路線名が「水西平沢高速線」、起点が水西駅北0.2km地点に変更される。
- 11月22日 - 前売り乗車券販売開始。
- 12月8日 - 開業式典開催。
- 12月9日 - 水西平沢高速線の開業とともにSRT正式運行開始。

2017年
- 12月29日 - 栗峴トンネルに17箇所ある緊急用の垂直出口のうち正常に使える出口が1箇所のみで、他の出口ではエレベーターや防火扉が故障していることが報道される。

## 駅一覧
| 駅名                              | 駅名                      | 駅名                             | 駅間 キロ (km) | 水西 からの 累計 キロ (km) | 駅 等級 | 駅種別 | 接続路線 | 所在地              | 所在地              |
| 日本語                            | ハングル                  | 英語                             | 駅間 キロ (km) | 水西 からの 累計 キロ (km) | 駅 等級 | 駅種別 | 接続路線 | 所在地              | 所在地              |
| --------------------------------- | ------------------------- | -------------------------------- | -------------- | -------------------------- | ------- | ------ | --- | ------------------- | ------------------- |
| 起点                              | 기점                      |                                  | 0.0            | 0.0                        |         |        | | ソウル特別市 江南区 | ソウル特別市 江南区 |
| 水西駅                            | 수서역                    | Suseo                            | 0.2            | 0.2                        |         |        | ソウル交通公社：●3号線（地下鉄3号線） (349) 韓国鉄道公社：●盆唐線 (K221)・首都圏広域急行鉄道A路線（GTX-A線） 水西広州線（仮称・計画中） | ソウル特別市 江南区 | ソウル特別市 江南区 |
| 東灘駅                            | 동탄역                    | Dongtan                          | 32.4           | 32.6                       |         |        | 韓国鉄道公社：首都圏広域急行鉄道A路線（GTX-A線）                                                                                        | 京畿道              | 華城市              |
| 平沢芝制駅                        | 평택지제역                | PyeongtaekJije                   | 21.0           | 53.6                       |         |        | 韓国鉄道公社：●1号線 (P164)・平沢三角線（芝制駅）                                                                                       | 京畿道              | 平沢市              |
| 平沢分岐点                        | 평택분기                  | Pyeongtaek Junction              | 7.5            | 61.1                       |         |        | 京釜高速線59.2km地点で接続 | 京畿道              | 平沢市              |
| （天安牙山駅） (温陽温泉)         | （천안아산역） (온양온천) | （Cheonan-Asan） (Onyangoncheon) | (17.6)         | (78.7)                     | 1級     | 普通駅 | 韓国鉄道公社：京釜高速線・長項線・●1号線（長項電鉄線） (P172)（牙山駅）                                                                 | 忠清南道牙山市      | 忠清南道牙山市      |
| ↓京釜高速線・湖南高速線方面へ直通 |                           |                                  |                |                            |         |        | |                     |                     |

## 民営化論争の影響
高速鉄道の負債は韓国鉄道公社（KORAIL）が収入の31%を線路使用料として計上し、自身で行う軌道保守コストを差し引いた額（年間約1000億ウォン）を施工・管理主体である韓国鉄道施設公団（KR、現・国家鉄道公団）に支払う形で償還するが、利子（毎年約4,000億ウォン）さえ賄うことができていない。また、前身と合わせて100年以上独占権を与えられてきたKORAILの非効率な運営と多発する事故により、競争体制の確立こそがその解決の道と考え、KRと国土海洋部はこの路線の運営権をKORAILから移管し、より高額な線路使用料支払いを条件に外部の運行事業者に新規参入させようと企図した。
国土海洋部は、この高速鉄道の事業権をKORAILではなく、民間事業者に与えると明らかにし、これに対してKORAILは料金、安全上の問題と収益性の悪化を理由に強く反発した。民間事業者は2012年中に選ばれる予定だったが、一時中断に追い込まれた。その後も信号・分岐器制御などの管制権をKORAILから返上させる案が浮上し、KORAILが民営化の布石ではないかと反発している。
2013年3月20日、政府と国土海洋部は当路線運営を当初の民間ではなく新設する第2鉄道公社にする案を計画した。同年12月27日に、KORAILの子会社として水西高速鉄道株式会社（現在の株式会社SR）が設立され、同社が運営を行うこととなった。